# Louis Berton des Balbes de Crillon

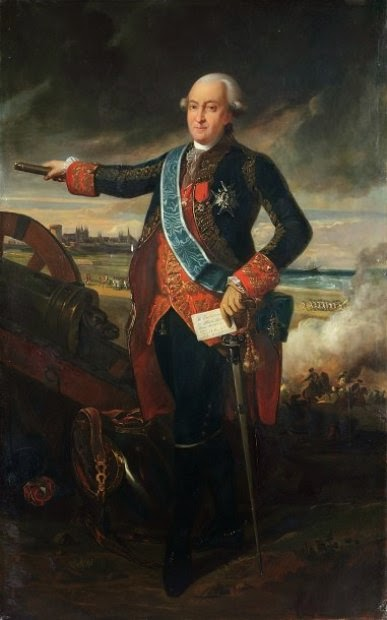
Der Herzog von Mahôn in der Uniform eines spanischen Generalkapitän, Anonym

Louis Berton des Balbes de Crillon (* 22. Februar 1717 in Avignon; † Juni 1796 in Madrid) 1. Duque de Mahón, 2. Duc de Crillon, war ein französisch-spanischer Offizier, der den Rang eines Generalkapitäns der spanischen Armee erreichte. Er wurde im Alter von 16 Jahren Soldat und diente mit Auszeichnung in der französischen Armee, bevor er zur spanischen Armee wechselte, die während eines Großteils des 18. Jahrhunderts mit Frankreich verbündet war. Er stammte aus einer angesehenen Soldatenfamilie und wurde für seinen persönlichen Mut, seine Höflichkeit und seine Ritterlichkeit weithin bewundert. Am Ende seines Lebens hatte er den höchsten militärischen Rang in Spanien inne und soll in 68 Gefechten gekämpft haben.
Er nahm an vielen der großen Konflikte des 18. Jahrhunderts teil, darunter der Polnische Thronfolgekrieg, der Österreichische Erbfolgekrieg, der Siebenjährige Krieg und der Englisch-Spanische Krieg. Seine berühmteste Leistung war die erfolgreiche Invasion Menorcas im Jahr 1781, bei der er eine britische Garnison besiegte und die Insel an Spanien zurückgab, obwohl seine Bemühungen im folgenden Jahr, Gibraltar von den Briten zurückzuerobern, ein bemerkenswerter Misserfolg waren. Er beendete seine Karriere im Dienste der spanischen Bourbonenmonarchie, die vor der Französischen Revolution mit Frankreich verbündet gewesen war, und starb in Madrid.

## Erste Jahre und Beginn der Karriere
Crillon wurde am 22. Februar 1717 in Avignon geboren, das zu dieser Zeit noch zum Kirchenstaat gehörte. Er entstammte einer angesehenen Familie aus Chieri im Piemont, und sein Familienzweig stand seit langem in militärischen Diensten der französischen Krone. Seine Eltern sind François Félix Berton des Balbes, ab 1725 1. (päpstlicher) Herzog von Crillon, und Marie-Thérèse de Fabry de Moncault, Louis ist das erstgeborene der sechs Kinder des Paares (vier Jungen und zwei Mädchen); sein Onkel ist Jean Louis Berton des Balbes de Crillon, Erzbischof von Toulouse und dann Erzbischof von Narbonne.
Crillon trat 1734 im Alter von 16 Jahren als Lieutenant en second in das Régiment du Roi ein und nahm am Italienfeldzug Frankreichs während des Polnischen Thronfolgekriegs teil. Schon bald wurde er zum Lieutenant en premier befördert und nahm unter dem Kommando von Marschall Villars an einer Reihe bemerkenswerter Aktionen teil, darunter die Schlacht bei Parma. Er blieb bis 1738 im Regiment und wurde dann zum Colonel im Régiment de Bretagne befördert.

## Österreichischer Erbfolgekrieg
1742 diente er während des Österreichischen Erbfolgekriegs mit Auszeichnung in Bayern unter dem Kommando von François, duc d’Harcourt. Besonderen Ruhm erlangte Crillon durch seine zähe Verteidigung von Landau an der Isar gegen eine 10.000 Mann starke Armee unter Führung des Großherzogs der Toskana. Als er aufgefordert wurde, sich zu ergeben, sagte Crillon dem feindlichen General, dass er dies nicht tun könne, da er einen Namen und einen persönlichen Ruf zu verteidigen habe. Der General soll geantwortet haben: „Mein Herr, das wissen und glauben wir seit Beginn des Feldzugs; aber geben Sie auf, tapferer Crillon, Sie werden gefangen genommen“. Nach einem dreizehnstündigen Gefecht ging er in Gefangenschaft, kam aber acht Tage später im Rahmen eines Gefangenenaustauschs wieder frei.
Crillon diente 1744 erneut unter Harcourt, als dieser die Moselarmee bei ihren Feldzügen entlang des Rheins befehligte. Er nahm an der Belagerung von Freiburg teil und verbrachte den Winter in Schwaben unter dem Kommando von Marschall Coigny als Oberst eines Infanterieregiments. Im Mai 1745 kämpfte er in der Schlacht bei Fontenoy und erbeutete fast 50 Artilleriegeschütze der niederländisch-britisch-hannoverschen Allianz, die sich den Franzosen entgegenstellte. Im folgenden Monat wurde er zum Brigadier des armées ernannt. Am 10. Juli kämpfte er in der Schlacht bei Melle und führte 8.000 Mann gegen eine britisch-österreichisch-niederländische Streitmacht zum Sieg. Anschließend nahm er an der Eroberung von Gent, Ostende und Nieuwpoort teil.
1746 wechselte Crillon unter das Kommando des Duc de Boufflers, um während der Belagerung von Mons im Hauptquartier der Flandernarmee zu dienen, und schloss sich nach der Einnahme der Stadt wieder der königlichen Armee an. Im Oktober desselben Jahres überbrachte er dem König die Nachricht von der Einnahme der Stadt und der Burg von Namur und wurde zum Maréchal de camp ernannt, dem untersten der beiden Generalsränge der französischen Armee. Er nahm 1747 am Feldzug gegen die Republik Genua teil, dient in der Italienarmee unter Marschall Belle-Isle und nahm an der Eroberung von Nizza, Villefranche, Montalbano und Ventimiglia teil.

## Siebenjähriger Krieg
Fast ein Jahrzehnt des Friedens endete mit dem Ausbruch des Siebenjährigen Krieges in Europa. Crillon nahm 1757 den aktiven Dienst in der Reichsarmee wieder auf und diente zunächst in einem separaten Korps unter dem Kommando des Prince de Soubise an den Grenzen Sachsens, bevor er sich der Großen Französischen Armee anschloss. Im Oktober 1757 verteidigte er die Stadt Weißenfels und befehligte vier kaiserliche Bataillone und 17 Kompanien französischer Grenadiere. Er zog sich zurück, wurde aber am 5. November in der Schlacht bei Roßbach verletzt, als unter ihm sein Pferd weggeschossen wurde.
Er wurde dem Kommando des Marschalls Richelieu unterstellt und diente eine Zeit lang in der Landgrafschaft Hessen-Kassel. Er kämpfte im Oktober 1758 in der Schlacht bei Lutterberg, wo er 400 Gefangene machte, und zog weiter, um die strategisch wichtige Burg Spangenberg einzunehmen. Obwohl sie stark befestigt war, überraschte er die Besatzung am 9. November. Als er feststellte, dass die Zugbrücke offen war, nahmen seine Truppen die Garnison gefangen und beschlagnahmten ihr Waffenarsenal, darunter 18 Kanonen, 307 Gewehre und 44 Pulverfässer. Im Mai 1759 kehrte er nach Flandern zurück und wurde 1760 zum Befehlshaber der französischen Truppen in der Picardie ernannt.

## In spanischen Diensten
1762 ging Crillon nach Spanien, wo er als Generalleutnant diente – der höchste Rang in den bourbonischen Armeen – und 1780 zum Ritter im Orden Karls III. ernannt wurde. Während des Englisch-Spanischen Krieges, als sich Spanien und Frankreich mit den Amerikanern im Kampf gegen Großbritannien verbündeten, erhielt er das Kommando über eine spanische Armee, die Menorca von den Briten einnehmen sollte. Die Armee landete am 19. August 1781 auf der Insel und belagerte die britische Garnison im Castillo de San Felipe de Menorca in Mahón. Die Belagerung wurde am 5. Februar 1782 mit der Kapitulation der Briten erfolgreich abgeschlossen, woraufhin Crillon in den Adelsstand erhoben wurde und den Titel eines Duque de Crillon-Mahon erhielt. In der Folge wurde er mit der Führung der gemeinsamen französisch-spanischen Streitkräfte beauftragt, die Gibraltar seit 1779 belagerten. Trotz seiner Bemühungen erwies sich Gibraltar als uneinnehmbar, und 1783 wurde der Frieden wiederhergestellt.
Crillons Dienste für Spanien wurden 1783 mit dem Titel eines Ritters im Orden vom Goldenen Vlies belohnt. Er wurde zum Generalkapitän der Königreiche Valencia und Murcia ernannt. In den Jahren der Französischen Revolutionskriege blieb er in Spanien und schrieb seine Memoiren (Memoires militaires de Louis de Berton des Balbes de Quiers), die 1791 veröffentlicht wurden. Am Pyrenäenkrieg (1793–1795) zwischen Spanien und dem revolutionären Frankreich nahm er nicht teil, spielte aber eine wichtige Rolle beim Friedensschluss, der den Konflikt beendete. Er starb im Juni 1796 in Madrid.

## Renommee
Die Höflichkeit und Ritterlichkeit Crillons erregten zu seinen Lebzeiten und danach große Bewunderung. Der englische Anekdotenerzähler William Seward drückte es 1798 so aus: „Höflichkeit, nicht weniger als Mut, war immer das Anhängsel der Familie Crillon“. Während der Belagerung von Gibraltar schickte er seinem englischen Gegner General George Eliott ein Geschenk mit Obst, Gemüse und Wild sowie etwas Eis, von dem er annahm, dass es „in der übermäßigen Hitze dieses Klimas zu dieser Jahreszeit nicht unangenehm sein wird“. Er drückte seine „Freude darüber aus, dass ich Ihr Freund werde, nachdem ich gelernt habe, mich der Ehre würdig zu erweisen, indem ich Ihnen als Feind gegenüberstehe“ Fünf Jahre später, als sein alter Widersacher Eliott in den Adelsstand erhoben und Lord Heathfield wurde, schrieb Crillon seinem „lieben und respektablen Feind“, den er nun als Freund betrachtete, um ihm zu gratulieren.

## Ehen und Nachkommen
Louis Berton des Balbes de Crillon heiratete am 1. Januar 1742 in erster Ehe Françoise-Marie-Elizabeth Couvay de Bernay (* 1724; † 8. März-1755), die Tochter von Pierre Nolasque Couvay, Seigneur de Bernay, Conseiller-secrétaire du Roi en la grande Chancellerie, und Marie Elisabeth de Clèves. Aus dieser Ehe gingen zwei Söhne hervor:
- Louis Alexandre Pierre Nolasque Félix (* 11. Dezember 1742; † 29. April 1806), 3. Herzog von Crillon, 2. Herzog von Mahón, General, Député de la noblesse du Bailliage de Troyes bei den Etats-généraux de 1789; ⚭ (1) 27. Oktober 1768 Marie Sophie Joséphine de La Briffe (* 1750; † 8. Mai 1770), Tochter von Louis Arnaud de La Briffe, Vicomte de Barzy, und Marie Madeleine Toinard, keine Nachkommen; ⚭ (2) 27. Juni 1771 Angélique Madeleine Le Vallois de Mursay († 1776), Tochter von Charles-Philippe Le Vallois, Marquis de Mursay, Baron de Mauzé, und Jeanne Suzanne Paris
- François Félix Dorothée (* 22. Juli 1748; † 27. Januar 1820), 4. Herzog von Crillon, 3. Herzog von Mahón, 1. Duc-Pair héréditaire de Crillon (1817), Député de la noblesse du Beauvaisis aux Etats-généraux de 1789; ⚭ 10. Oktober 1774 Marie Charlotte Carbon († 14. April 1835), Tochter von Gérard Carbon, Conseiller-secrétaire du Roi, Maison et Couronne de France, und Elisabeth Trudaine

Er heiratete 1762 in zweiter Ehe Florence Bruneau de La Rabatelière, die am 6. August 1764 in Velleron starb und keine Nachkommen hatte.
Er heiratete 1770 in dritter Ehe Josèphe Anastasie Roman Espinosa de los Monteros, die am 14. Februar 1804 in Madrid starb. Ihre Kinder sind:
- Virginie (*/† 1771)
- Louis Antoine François-de-Paule (* 15. Mai 1775; † 5. Januar 1832). 4. Herzog von Mahón; ⚭ (1) 1799 Maria Escolastica de Flores-Ulloa Varela (* 1769; † 1822); ⚭ (2) 1827 Laure Louise Marie Charlotte Chassepot de Pissy (* 6. Juli 1800; † 2. Februar 1882), Tochter von François Timoléon Chassepot, Marquis de Pissy, Baron de l’Empire, und Mélanie Boucqael de la Comté

## Werke
- Mémoires militaires de Louis de Berton des Balbes de Quiers, duc de Crillon, duc de Mahon, de l'Imprimerie de Du Pont, Député de Nemours à l'Assemblée Nationale constituante, Paris, 1791